# Elaeocarpus longlingensis
Elaeocarpus longlingensis là một loài thực vật có hoa trong họ Côm. Loài này được Y.C.Hsu & Y.Tang mô tả khoa học đầu tiên năm 1988.